# Стівен Еріксон (канадський письменник)
Стівен Еріксон (англ. Steven Erikson, псевдонім; справжнє ім'я — Стів Руне Лундін; народився 7 жовтня 1956) — канадський письменник-фантаст, за освітою археолог та антрополог.

## Біографія
Народився та виріс у Канаді, деякий час проживав у Великій Британії, намагаючись знайти там видавця для своєї книги. Згодом повернувся у Канаду. Одружений, має сина.
Автор кількох фантастичних романів і новел, з яких на даний момент найбільш відомою є серія «Малазанська книга полеглих» (англ. Malazan Book of the Fallen).
Первісно серія «Малазанська книга полеглих» була задумана у співавторстві з Іаном Есслемонтом як сюжет для рольової гри. Згодом частина сюжету була перероблена у кіносценарій, а потім — у роман, який було закінчено ще у 1991 році, але опубліковано лише у 1999. Тоді ж ЕрІксон підписав контракт ще на 9 книг.
За словами С. Еріксона, значний вплив на його творчість справили «Дюна» Ф. Герберта та романи Глена Кука: у своїх книгах він намагається створити складний світ, несподівані події в якому повинні вражати та розважати читача. Теми та сюжети романів Еріксона відображають його інтерес до археології, міфології, первісної історії, історії Стародавнього Сходу, Римської та Візантійської імперії.

### «Малазанська книга полеглих»
- Сади місяця (Gardens of the Moon, 1999) ISBN 0553819577
- Брами будинку смерті[4] (Deadhouse Gates, 2000) ISBN 0553813110
- Пам'ять льоду (Memories of Ice, 2001) ISBN 0553813129
- Будинок ланцюгів (House of Chains, 2002) ISBN 0553813137
- Опівнічний приплив (Midnight Tides, 2004) ISBN 0553813145
- Мисливці за кістками (The Bonehunters, 2006) ISBN 0553813153
- Буря смерті (Reaper’s Gale, 2007) ISBN 0553813161
- Поклич псів (Toll the Hounds, 2008) ISBN 0553824465
- Пил снів (Dust of Dreams, 2009) ISBN 0593046331
- Скалічений бог (The Crippled God, 2011) ISBN 0765316560

Російською мовою перекладено дві перші книги серії.

### «Трилогія Карканаса»
Нова трилогія Стівена Еріксона присвячена передісторії деяких персонажів «Малазанської книги полеглих», зокрема, Аномандера Рейка та його братів — дітей Темряви.
- англ. Forge of Darkness (2012) ISBN 9780765323569
- англ. Fall of Light (у друку, 2014)
- англ. Walk in Shadow (у планах автора)